# Olenecamptus clarus
Olenecamptus clarus es una especie de escarabajo longicornio del género Olenecamptus, subfamilia Lamiinae. Fue descrita científicamente por Pascoe en 1859.
Se distribuye por China, Japón y Corea. Mide 10-20 milímetros de longitud. El período de vuelo ocurre en los meses de mayo y junio.